# Universidade Mohammed V de Rabat
A Universidade Mohammed V de Rabat (em árabe: جامعة محمد الخامس بالرباط; em francês: Université Mohammed V de Rabat), também conhecida como Universidade Maomé V de Rabate (UM5) é uma universidade pública marroquina situada em Rabat. Esta instituição de ensino foi inaugurada oficialmente em 1957 pelo rei Mohammed V  . Ela tem sido avaliada como a melhor universidade de Marrocos .

## Estrutura administrativa

### Unidades de Ciência e Tecnologia
- Escola Superior de Tecnologia de Salé (EST Salé)
- Faculdade de Ciências de Rabat (FSR)
- Instituto Científico (IS)
- Instituto Universitário de Pesquisa Científica (IURS)

### Unidades de Engenharia
- Escola Mohammadia de Engenharia (EMI)
- Escola Superior Nacional de Informática e Análise de Sistemas (ENSIAS)
- Escola Nacional de Artes e Ofícios (ENSAM)

### Unidades de ciências da saúde
- Faculdade de Odontologia (FMD)
- Faculdade de Medicina e Farmácia (FMP)

### Unidades de ciências da educação, ciências humanas e sociais
- Escola Normal Superior de Marrocos (ENS)
- Faculdade de Letras e Ciências Humanas de Rabat (FLSH)
- Faculdade de Ciências da Educação (FSE)
- Instituto de Estudos Africanos (IAE)
- Instituto de Estudos Hispano-Lusófonos (IEHL)
- Instituto de Estudos e Pesquisas para Arabização (IERA)

### Unidades de ciências jurídicas, econômicas e de gestão
- Escola Superior de Tecnologia de Salé (EST Salé)
- Faculdade de Ciências Jurídicas, Econômicas e Sociais - Agdal (FSJES-Agdal)
- Faculdade de Ciências Jurídicas, Económicas e Sociais de Salé (FSJES-Salé)
- Faculdade de Ciências Jurídicas, Econômicas e Sociais Souissi (FSJES-Souissi)